# Catedral del Santo Salvador (Adigrat)
La Catedral del Santo Salvador alternativamente Catedral católica etíope de Adigrat (en amárico: በመንፈስ ቅዱስ በመድኃኒታችን ካቴድራል) Es el principal lugar de culto católico del rito etíope en la ciudad de Adigrat, en el país africano de Etiopía. Se trata de la iglesia madre de la eparquía de Adigrat (Eparchia Adigratensis) perteneciente a la archieparquía de Adís Abeba (Archieparchia Neanthopolitana) que fue elevada a su actual estatus en 1961 por el papa Juan XXIII mediante la bula "Quod Venerabiles".
Construida en un sitio llamado Welwalo reservado después de la Segunda Guerra Mundial para la construcción de una iglesia, fue la primera parroquia y, después del establecimiento de la Eparquía y con algunas adiciones, se convirtió en la catedral siendo dedicada al Santo Salvador el 19 de abril de 1969, Relaiza sobre la base de un proyecto italiano incluye el gran mural  Juicio Universal (1970) del artista etíope Afewerk Tekle.